# Відкритий чемпіонат України зі спортивного запам'ятовування 2016

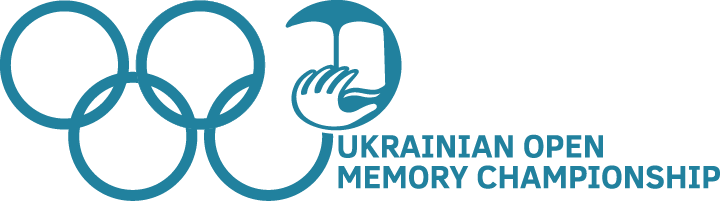

Відкритий чемпіонат України зі спортивного запам'ятовування (англ. Ukrainian Open Memory Championship) — спортивне змагання, що було проведено у м. Львів 29 жовтня 2016 року. Чемпіонат проводився згідно стандартів International Memory Association та  World Memory Sports Counsil. Переможцем Чемпіонату став Олександр Касатов — атлет з м. Прилуки.

## Учасники
У змаганні за звання Чемпіона України з запам'ятовування брали участь восьмеро атлетів-мнемоністів:
- Наталія Медведєва
- Юліанна Григор'єва
- Іван Наконечний
- Максим Захарчук
- Олександр Касатов
- Ярослав Пристай
- Володимир Прокопів
- Андрій Яремків

Міста, які були представлені:
- Київ
- Львів
- Прилуки
- Сєвєродонецьк
- Стрий
- Новий Розділ

Навчальні заклади, які офіційно були представлені:
- Київський Національний Університет імені Т.Г. Шевченка
- НУ «Львівська політехніка»

Офіційно представлені організації:
- ПАТ «Комерційний Індустріальний Банк».

## Дисципліни та результати
На Чемпіонаті розігрувалось 11 комплектів медалей. 10 комплектів в окремих дисциплінах та 1 комплект в загальному заліку.
Учасники мали взяти участь в запам'ятовуванні:
- Людей та імен (15 хвилин);
- Довгого числа до першої помилки (5 хвилин);
- Хаотичного набору нулів та одиниць (15 хвилин);
- Випадкових слів, не зв'язаних між собою (15 хвилин);
- Випадкових чисел (15 хвилин);
- Гральних карт (15 хвилин);
- Історичних дат (5 хвилин);
- Абстрактних картинок (5 хвилин);
- Числа на слух (100 цифр);
- Однієї колоди карт на швидкість.

Загальний залік вираховувався додаванням балів, які нараховувались у результаті участі в кожній дисципліні. Для розрахунку балів використовувались калькулятори World Memory Sports Counsil. Для прикладу, за кожне правильно згадане ім'я учасник отримував +6 балів в загальний залік. А за кожну правильну дату йому нараховувалось +8 балів.
Результаті в кожній з дисциплін:
Обличчя та імена (15 хвилин)
| Учасник та місце      | Запам'ятовано імен | Кількість балів |
| --------------------- | ------------------ | --------------- |
| 1. Ярослав Пристай    | 49 імен            | 288             |
| 2. Андрій Яремків     | 46 імен            | 271             |
| 3. Володимир Прокопів | 41 ім'я            | 241             |
| 4. Максим Захарчук    | 39 імен            | 229             |
| 5. Наталія Медведєва  | 35 імен            | 206             |
| 6. Олександр Касатов  | 30 імен            | 176             |
| 7. Юліанна Григор'єва | 27 імен            | 159             |
| 7. Іван Наконечний    | 27 імен            | 159             |

Довге число до першої помилки (5 хвилин)
| Учасник та місце      | Запам'ятовано цифр | Кількість балів |
| --------------------- | ------------------ | --------------- |
| 1. Олександр Касатов  | 144                | 263             |
| 2. Іван Наконечний    | 62                 | 113             |
| 3. Юліанна Григор'єва | 48                 | 88              |
| 4. Наталія Медведєва  | 46                 | 84              |
| 5. Ярослав Пристай    | 40                 | 73              |
| 6. Володимир Прокопів | 32                 | 59              |
| 7. Андрій Яремків     | 20                 | 37              |
| 8. Максим Захарчук    | 4                  | 7               |

Бінарні числа (15 хвилин)
| Учасник та місце      | Запам'ятовано символів | Кількість балів |
| --------------------- | ---------------------- | --------------- |
| 1. Олександр Касатов  | 300                    | 300             |
| 2. Ярослав Пристай    | 264                    | 264             |
| 3. Юліанна Григор'єва | 210                    | 210             |
| 3. Іван Наконечний    | 210                    | 210             |
| 5. Володимир Прокопів | 207                    | 207             |
| 6. Андрій Яремків     | 60                     | 60              |
| 7. Наталія Медведєва  | 35                     | 35              |
| 8. Максим Захарчук    | 0                      | 0               |

Випадкові слова (15 хвилин)
| Учасник та місце      | Запам'ятовано слів | Кількість балів |
| --------------------- | ------------------ | --------------- |
| 1. Олександр Касатов  | 90                 | 288             |
| 1. Іван Наконечний    | 90                 | 288             |
| 1. Андрій Яремків     | 90                 | 288             |
| 4. Наталія Медведєва  | 60                 | 192             |
| 5. Володимир Прокопів | 50                 | 160             |
| 5. Ярослав Пристай    | 50                 | 160             |
| 5. Юліанна Григор'єва | 50                 | 160             |
| 7. Максим Захарчук    | 49                 | 157             |

Набір чисел (15 хвилин)
| Учасник та місце      | Запам'ятовано цифр | Кількість балів |
| --------------------- | ------------------ | --------------- |
| 1. Олександр Касатов  | 260                | 278             |
| 2. Андрій Яремків     | 165                | 183             |
| 3. Володимир Прокопів | 140                | 156             |
| 4. Юліанна Григор'єва | 115                | 128             |
| 4. Наталія Медведєва  | 115                | 128             |
| 6. Ярослав Пристай    | 97                 | 108             |
| 7. Максим Захарчук    | 90                 | 100             |
| 8. Іван Наконечний    | 10                 | 11              |

Гральні карти (15 хвилин)
| Учасник та місце      | Запам'ятовано карт   | Кількість балів |
| --------------------- | -------------------- | --------------- |
| 1. Олександр Касатов  | 156 (3 колоди)       | 427             |
| 2. Володимир Прокопів | 78 (1.5 колоди)      | 214             |
| 3. Юліанна Григор'єва | 61 (1 колода+9 карт) | 167             |
| 4. Андрій Яремків     | 52 (1 колода)        | 142             |
| 4. Іван Наконечний    | 52 (1 колода)        | 142             |
| 6. Ярослав Пристай    | 33                   | 90              |
| 7. Наталія Медведєва  | 26                   | 71              |
| 8. Максим Захарчук    | 10                   | 27              |

Історичні дати (5 хвилин)
| Учасник та місце      | Запам'ятовано дат | Кількість балів |
| --------------------- | ----------------- | --------------- |
| 1. Олександр Касатов  | 21                | 168             |
| 1. Іван Наконечний    | 21                | 168             |
| 1. Наталія Медведєва  | 21                | 168             |
| 4. Андрій Яремків     | 20                | 160             |
| 5. Володимир Прокопів | 17                | 136             |
| 6. Ярослав Пристай    | 15                | 120             |
| 7. Юліанна Григор'єва | 13                | 104             |
| 8. Максим Захарчук    | 11                | 88              |

Абстрактні образи (5 хвилин)
| Учасник та місце      | Запам'ятовано абстракцій | Кількість балів |
| --------------------- | ------------------------ | --------------- |
| 1. Олександр Касатов  | 69                       | 114             |
| 2. Андрій Яремків     | 65                       | 108             |
| 3. Ярослав Пристай    | 40                       | 66              |
| 3. Володимир Прокопів | 40                       | 66              |
| 5. Наталія Медведєва  | 35                       | 58              |
| 6. Іван Наконечний    | 27                       | 45              |
| 7. Юліанна Григор'єва | 26                       | 43              |
| 8. Максим Захарчук    | 19                       | 32              |

Число на слух (100 цифр)
| Учасник та місце      | Запам'ятовано цифр | Кількість балів |
| --------------------- | ------------------ | --------------- |
| 1. Ярослав Пристай    | 12                 | 164             |
| 2. Наталія Медведєва  | 10                 | 150             |
| 2. Олександр Касатов  | 10                 | 150             |
| 4. Максим Захарчук    | 7                  | 125             |
| 5. Юліанна Григор'єва | 6                  | 116             |
| 6. Володимир Прокопів | 4                  | 95              |
| 7. Андрій Яремків     | 1                  | 47              |
| 7. Іван Наконечний    | 1                  | 47              |

Колода карт на швидкість
| Учасник та місце      | Кількість карт | Час     | Бали |
| --------------------- | -------------- | ------- | ---- |
| 1. Юліанна Григор'єва | 52             | 300 сек | 130  |
| 2. Андрій Яремків     | 45             | 300 сек | 113  |
| 3. Іван Наконечний    | 35             | 300 сек | 88   |
| 4. Ярослав Пристай    | 21             | 300 сек | 53   |
| 5. Володимир Прокопів | 20             | 300 сек | 50   |
| 6. Максим Захарчук    | 16             | 300 сек | 40   |
| 7. Олександр Касатов  | 8              | 300 сек | 20   |
| 8. Наталія Медведєва  | 0              |         | 0    |

## Загальні результати
| Місце | Учасник            | Загальна кількість балів |
| ----- | ------------------ | ------------------------ |
| 1     | Олександр Касатов  | 2184                     |
| 2     | Андрій Яремків     | 1409                     |
| 3     | Ярослав Пристай    | 1386                     |
| 4     | Володимир Прокопів | 1384                     |
| 5     | Юліанна Григор'єва | 1305                     |
| 6     | Іван Наконечний    | 1271                     |
| 7     | Наталія Медведєва  | 1092                     |
| 8     | Максим Захарчук    | 805                      |

## Цікаві факти
Серед європейських чемпіонатів із запам'ятовування Чемпіонат України проходить серед найстаршої аудиторії — середній вік учасника 28 років.
На відміну від чемпіонатів в інших країнах, де між дисциплінами учасникам дається перерва в 10-15 хвилин, на Чемпіонаті України дисципліни йшли чітко одна за одною, тобто одномоментний безперервний сеанс запам'ятовування й згадування тривав більше двох годин. Це значно складніше, ніж запам'ятовувати короткими підходами по 5-15 хвилин.
На Чемпіонаті світу зі спортивного запам'ятовування 2015 року опитування серед чемпіонів різних країн показало, що медалі Чемпіонату України є найкрасивішими в порівнянні з іншими медалями національних чемпіонатів.